# Хипофосфораста киселина
Хипофосфораста киселина је фосфорова кисеонична киселина и врло јако редукционо средство формуле . Неоргански хемичари ову киселину зову управо тако (такође „ХПК") иако је IUPAC-ово име дихидридохидроксидооксидофосфор или само фосфинска киселина. Она је безбојно једињење које се брзо топи, раствара у води, диоксану и алкохолима. Формула за хипофосфорасту киселину је обично H3PO2 али мало детаљнији запис би био  који показује једнобазни карактер. Соли ове киселине су фосфинати (хипофосфити).
HOP(O)H2 постоји заједно са мањим таутомером . Понекад је тај таутомер тумачен као хипофосфораста киселина а главни као фосфинска киселина.
Иначе, хипофосфорастој киселини припада анхидрид фосфор(III)-оксид. Главна киселина у овој групи је фосфораста киселина.

## Добијање
Индустријски, ова киселина се добија у два корака. Хипофосфити алкалних метала и земноалкалних метала се добијају деловањем фосфора са раствором одређеног хидроксида, нпр. . 
Чиста киселина се припрема деловањем јаких киселина на хипофосфитне соли.
Алтернативно,  се добија оксидацијом фосфина са јодом у води.
Хипофосфораста киселина је обично доступна у облику 50% раствора.

## Примена
Хипофосфораста киселина се користи у прављењу фармацеутских производа, обезбојавању полимера и у добијању племенитих или негвоздених метала. Главна употреба јој је у неелектроном поплочавању. Другим речима, у избацивању одабраних металних премаза на осетљивим површинама. У органској хемији, H3PO2 је најбоље знана по редукцији диазонијумских соли претварањем  у Ar-H. Када је у диазотованом концентрованом раствору хипофосфорасте киселине амински супституент, он се може уклонити из арена, углавном алкил-арена.

## Неоргански и органски деривати
Разни деривати су познати код два водоникова атома директно везана за фосфор јер могу бити замењени разним органским групама. Ови деривати су познати под називом фосфинских киселина а њихове соли под називом фосфината. На пример, формалдехид и  реагују да би дали (. Производ реакције је сродан оном код додавања тиола и HCN алдехидима. Слично томе, додаје се на Мајклове примаоце, нпр. са акриламидом даје .
Пар комплекса метала су настали од  а један пример је .